# Generator (альбом Bad Religion)
Generator — шостий студійний альбом панк-рок гурту Bad Religion, виданий 13 березня 1992 року.

## Про альбом
Хоча диск був готовий ще весною 1991 року, альбом планували видати в другій половині 1991 року, проте вихід затягнувся до березня 1992 року, щоб не створювати конкуренції для цьогорічного альбому «Against the Grain».
Generator перший запис із ударником Боббі Шеєром, який замінив Піта Файнстоуна під час туру «Against the Grain». Сьогодні «Generator» пам'ятають як один з найкращих альбомів, що виходили на панк-сцені початку 90-х років, та як одну з найтриваліших робіт в кар'єрі Bad Religion.

Згідно сайту Bad Religion, було продано 100 тисяч копій цього альбому.

## Список композицій
| #   | Назва                               | Тривалість |
| --- | ----------------------------------- | ---------- |
| 1.  | «Generator» (Gurewitz)              | 3:21       |
| 2.  | «Too Much to Ask» (Graffin)         | 2:45       |
| 3.  | «No Direction» (Graffin)            | 3:14       |
| 4.  | «Tomorrow» (Graffin)                | 1:56       |
| 5.  | «Two Babies in the Dark» (Gurewitz) | 2:25       |
| 6.  | «Heaven Is Falling» (Gurewitz)      | 2:04       |
| 7.  | «Atomic Garden» (Gurewitz)          | 3:10       |
| 8.  | «The Answer» (Graffin)              | 3:21       |
| 9.  | «Fertile Crescent» (Graffin)        | 2:08       |
| 10. | «Chimaera» (Graffin)                | 2:28       |
| 11. | «Only Entertainment» (Graffin)      | 3:12       |

### Перевидання CD 2004 року
| #   | Назва                          | Тривалість |
| --- | ------------------------------ | ---------- |
| 12. | «Fertile Crescent» (Graffin)   | 2:18       |
| 13. | «Heaven Is Falling» (Gurewitz) | 2:18       |

## Учасники запису
- Грег Граффін — ведучий вокал
- Грег Гетсон — гітара
- Бретт Гуревич — гітара, бек-вокал
- Джей Бентлі — бас-гітара, бек-вокал
- Боббі Шеєр — ударні, перкусія
- The Legendary Starbolt — розробка
- Доннелл Кемерон — розробка
- Джо Пессерілло — допомога в розробці
- Едді Шреєр — зведення треків
- Норман Мур — художній директор, фотограф
- The Douglas Brothers — фотограф
- Мерлін Розенберг — фотограф
- Грегор Вербінскі — фотограф